# Watch the Throne
"Watch the Throne" é um álbum de estúdio da dupla por rappers americanos The Throne formada por Jay-Z & Kanye West . O álbum foi lançado em 8 de agosto de 2011, por Roc Nation e Def Jam.

## Antecedentes
Anteriormente este álbum seria um EP de Jay-Z & Kanye West contendo apenas cinco faixas, em outubro de 2011 em entrevista a MTV Jay-Z e West anunciaram que Watch the Throne seria um álbum de estúdio. Eles disseram na entrevista que eles planejaram para gravar na Riviera Francesa. A produção do álbum começou em novembro de 2010, em Bath na Inglaterra e continuou durante os tempos disponíveis de Jay-Z pois ele estava viajando pela Austrália, Paris, Nova York e Los Angeles. Em uma entrevista para a Billboard, Jay-Z disse que muitas vezes gravou as faixas em quartos de hotel. Partes do álbum foram gravados no Hotel Mercer e Tribeca Grand Hotel, em Nova York. Em uma entrevista para a Rolling Stone, Jay-Z falou sobre sua exigência no álbum o que contribuiu no atraso na liberação do álbum.

## Lançamento e Promoção
O álbum foi lançado pela Roc Nation e Def Jam, respectivos selos de Jay-Z e Kanye West. Sua versão digital está prevista para ser lançada no dia 8 de agosto de 2011 e o lançamento físico está marcado para 5 de agosto.
Em 7 de julho de 2011, Jay-Z realizou uma sessão privada para a escuta do álbum no Hotel Mercer, em Nova York, para pré-visualizar as músicas do álbum para um seleto grupo de repórteres e jornalistas de música. Também foi exclusivo para dois fãs adolescentes que ganhou acesso à sessão por ter sido os dois primeiros compradores do álbum através do site de Jay-Z, «Life+Times». A capa do álbum e toda a arte do álbum, foram ambas projetadas pelo designer italiano Riccardo Tisci.
Depois do anúncio de west através de sua conta no Twitter, "H•A•M" vazou na a Internet em 11 de janeiro de 2011. Em 20 de julho, "Otis" foi estreada em Funkmaster Flex 's Hot 97 um programa de rádio e, posteriormente, vazou para a Internet. Sua arte da capa foi criada por Riccardo Tisci. A música não teve lançamento como single confirmada.

## Turnê
Uma semana depois de estrear seu novo single "Otis", Jay-Z e Kanye West se uniram para formar um grupo chamado The Throne e anunciar sua nova turnê intitulada Watch the Throne Tour, dando início em Setembro 22, em Detroit. No dia 8 de agosto, os bilhetes para a turnê, será disponibilizada nos sítios "Ticketmaster.com" e "LiveNation.com". Fãs que comprarem os ingressos pela internet receberão uma cópia digital do álbum. A turnê já tem 24 datas confirmadas até o momento.
Data, Cidade e Local
- 22/09/11 - Detroit, MI Palace of Auburn Hills
- 24/09/11 - Toronto, ON Air Canada Centre
- 25/09/11 - Montreal, QC Bell Centre
- East Rutherford, NJ Izod Center

1. 27/09/11
2. 28/09/11

- 29/09/11 - Washington DC Verizon Center
- 04/09/11 - Filadelfia, PA Wells Fargo Center
- Chicago, IL United Center

1. 06/10/11
2. 07/10/11

- 8/10/11 - Minneapolis, MN Target Center
- 10/10/11 - Denver, CO Pepsi Center
- 13/10/11 - Tacoma, WA Tacoma Dome
- 14/10/11 - Vancouver, BC Rogers Arena
- 16/10/11 - San Jose, CA HP Pavilion
- 17/10/11 - Sacramento, CA Power Balance Pavilion
- Los Angeles, CA Staples Center

1. 20/10/11
2. 21/10/11

- 21/10/11 - Las Vegas, NV MGM Grand Garden Arena
- 25/10/11 - Dallas, TX American Airlines Center
- 26/10/11 - Houston, TX Toyota Center
- 29/10/11 - Atlanta, GA Philips Arena
- 30/10/11 - Greensboro, NC Greensboro Coliseum
- 01/11/11 - Baltimore, MD 1st Mariner Arena
- 03/11/11 - Boston, MA TD Garden

## Faixas
| Edição padrão |                                                       | |         |  |
| N.º           | Título                                                | Compositor(es) | Duração |  |
| 1.            | "No Church in the Wild" (com Frank Ocean e The-Dream) | Kanye West, Shawn Carter, Charles Njapa, Michael Dean, Christopher Breaux, G. Wright, J. Loudermilk, P. Manzaner, James Brown, Joseph Roach                                       |         |  |
| 2.            | "Lift Off" (com Beyoncé)                              | West, Carter, Jeff Bhasker, M. Dean, Seal Samuel,Bruno Mars |         |  |
| 3.            | "Niggas in Paris"                                     | West, Carter, Chauncey Hollis, M. Dean, W.A. Donaldson |         |  |
| 4.            | "Otis" (com Otis Redding)                             | West, Carter, Harry Woods, Jimmy Campbell, Reg Connelly, Kirk Robinson, Roy Hammond, Brown, Roach                                                                                 |         |  |
| 5.            | "Gotta Have It"                                       | West, Carter, Pharrell Williams, Brown, Roach, Tony Pinckney, Fred Wesley |         |  |
| 6.            | "New Day"                                             | West, Carter, Robert Diggs, M. Dean, Leslie Bricusse, Anthony Newley |         |  |
| 7.            | "That’s My Bitch"                                     | West, Carter, Kamaal Fareed, Justin Vernon, Brown, Bobby Byrd, Ronald Lenhoff, Jeremiah Lordan                                                                                    |         |  |
| 8.            | "Who Gon Stop Me"                                     | West, Carter, Shama Joseph, M. Dean, Joshua Kierkegaard |         |  |
| 9.            | "Murder to Excellence"                                | West, Carter, Kasseem Dean, Larry Griffin Jr., Scott Mescudi, Quincy Jones, Harvey Mason, Jr., Joel Rosenbaum, Caiphus Semenya, Bill Summers, Mihaela Modorcea, Gabriela Modorcea |         |  |
| 10.           | "Welcome to the Jungle"                               | West, Carter, K. Dean, M. Dean |         |  |
| 11.           | "Made in America" (com Frank Ocean)                   | West, Carter, Shama Joseph, Breaux |         |  |
| 12.           | "Why I Love You" (com Mr Hudson)                      | West, Carter, M. Dean, Philippe Cerboneschi, Hubert Blanc-Francard, Tony Camillo, Mary Sawyer                                                                                     |         |  |

| Edição de Luxo |                                 |                                                                                    |         |  |
| N.º            | Título                          | Compositor(es)                                                                     | Duração |  |
| 13.            | "Illest Motherfucker Alive"     | West, Carter, M. Dean, Joshua Luellen, Mescudi                                     |         |  |
| 14.            | "H•A•M"                         | West, Carter, Lexus Lewis, Dean                                                    |         |  |
| 15.            | "Primetime"                     | West, Carter, Ernest Wilson, Russell Simmons, Lawrence Smith, Maureen Reid         |         |  |
| 16.            | "The Joy" (com Curtis Mayfield) | West, Carter, Curtis Mayfield, Peter Phillips, Mescudi, John Cameron, John Zachary |         |  |

## Desempenho
| País           | Parada (2011)                   | Melhor posição |
| -------------- | ------------------------------- | -------------- |
| Austrália      | Australian Albums Chart         | 2              |
| Austrália      | Australian Urban Albums Chart   | 1              |
| Áustria        | Austrian Albums Chart           | 12             |
| Bélgica        | Belgian Albums Chart (Wallonia) | 16             |
| Bélgica        | Belgian Albums Chart (Flanders) | 7              |
| Canadá         | Canadian Albums Chart           | 1              |
| Dinamarca      | Danish Albums Chart             | 2              |
| Países Baixos  | Dutch Albums Chart              | 3              |
| Finlândia      | Finnish Albums Chart            | 23             |
| França         | French Albums Chart             | 10             |
| Alemanha       | German Albums Chart             | 2              |
| Irlanda        | Irish Albums Chart              | 5              |
| Nova Zelândia  | New Zealand Albums Chart        | 4              |
| Noruega        | Norwegian Albums Chart          | 1              |
| Escócia        | Scottish Albums Chart           | 3              |
| Coreia do Sul  | South Korean Albums Chart       | 6              |
| Espanha        | Spanish Albums Chart            | 43             |
| Suíça          | Swedish Albums Chart            | 27             |
| Suécia         | Swiss Albums Chart              | 1              |
| Reino Unido    | UK Albums Chart                 | 3              |
| Reino Unido    | UK Urban Albums Chart           | 1              |
| Estados Unidos | Billboard 200                   | 1              |
| Estados Unidos | Top R&B/Hip-Hop Albums          | 1'             |
| Estados Unidos | Top Rap Albums                  | 1              |

| País / Certificadora  | Certificação | Vendas      |
| --------------------- | ------------ | ----------- |
| Austrália / ARIA      | Ouro         | +35,000[36] |
| Estados Unidos / RIAA | Platina      | +1.000,000  |

### Canções
| Singles | Singles                    | Singles        | Singles        | Singles        | Singles        | Singles        | Singles        | Singles        | Singles        |
| Ano     | Nome                       | Melhor posição | Melhor posição | Melhor posição | Melhor posição | Melhor posição | Melhor posição | Melhor posição | Melhor posição |
| Ano     | Nome                       | US             | US R&B         | US Rap         | AUS            | CAN            | IRL            | NLD            | UK             |
| ------- | -------------------------- | -------------- | -------------- | -------------- | -------------- | -------------- | -------------- | -------------- | -------------- |
| 2011    | "H•A•M"                    | 23             | 24             | 15             | 78             | 47             | 40             | 53             | 30             |
| 2011    | "Otis" (com: Otis Redding) | 12             | 7              | 6              | 42             | 37             | —              | —              | 38             |
| 2011    | Outras Canções             |                |                |                |                |                |                |                |                |
| 2011    | "Niggas in Paris"          | 75             | 64             | 25             | —              | —              | —              | —              | —              |
| 2011    | "Who Gon Stop Me"          | 44             | —              | —              | —              | 60             | —              | —              | —              |
| 2011    | "Lift Off" (com: Beyoncé)" | —              | —              | —              | 89             | —              | —              | —              | 48             |

## Ver Também
- Álbuns número um na R&B/Hip-Hop em 2011